# Nicolaes Eliaszoon Pickenoy
Nicolaes Eliaszoon Pickenoy (Anversa, 10 gennaio 1588 – tra maggio 1650 e ottobre 1656) è stato un pittore olandese di origine fiamminga.

## Biografia

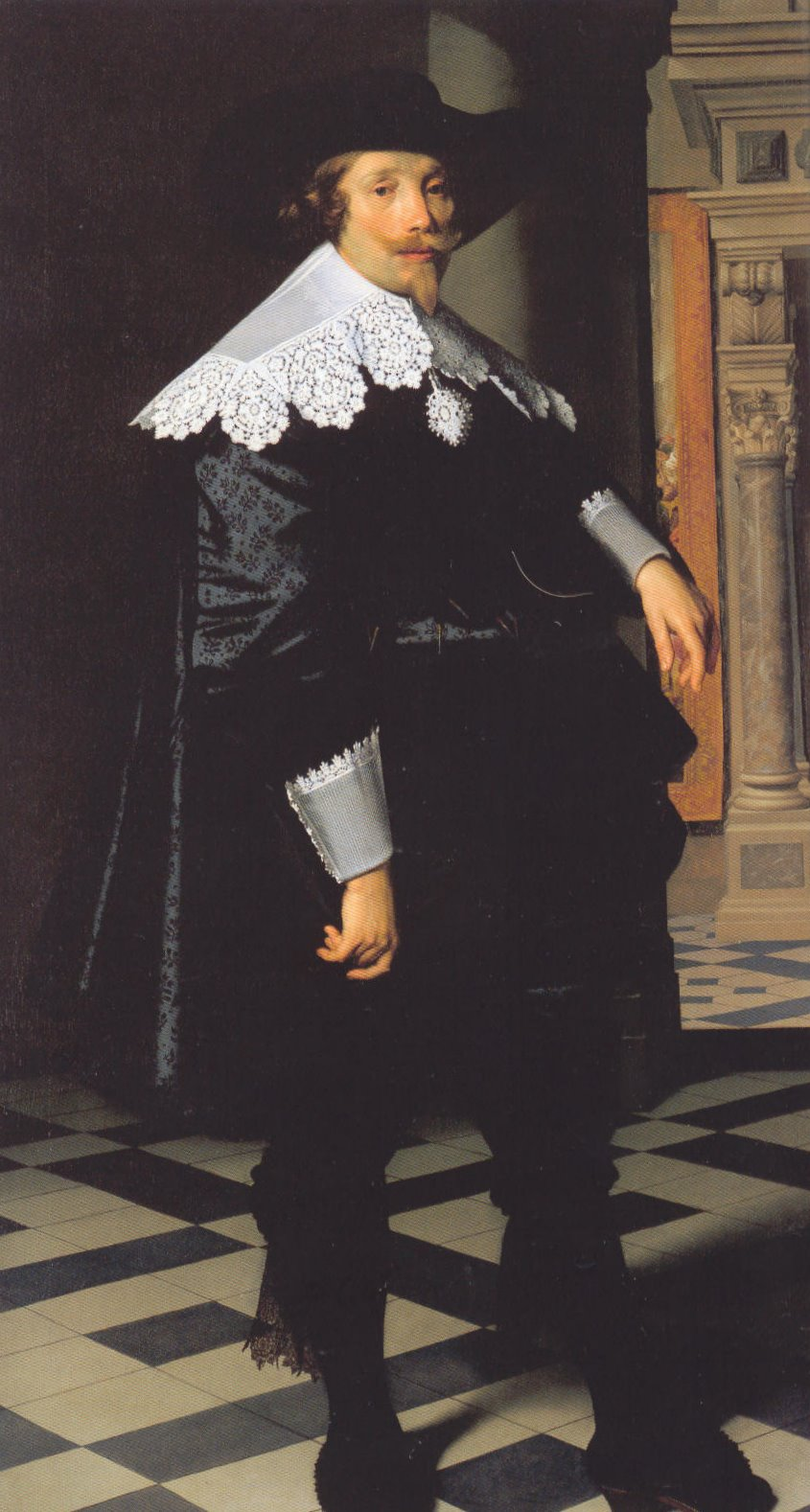
Ritratto di Cornelis de Graeff, Gemäldegalerie, Berlino

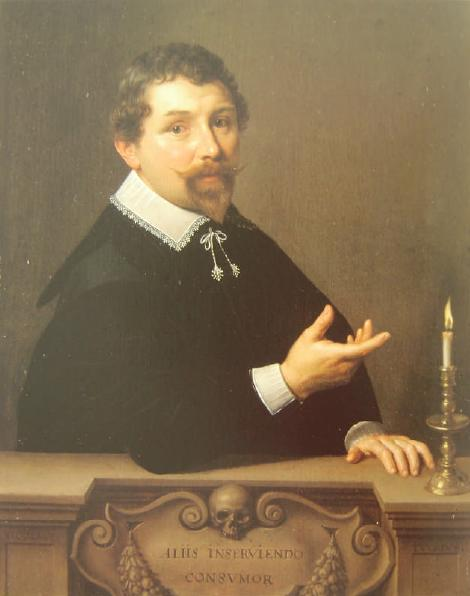
Ritratto del dott. Tulp

Originario di Anversa fu uno dei ritrattisti più apprezzati ad Amsterdam fino alla venuta di Rembrandt. Il suo stile risente ancora della cultura manieristica della generazione precedente. cui mescola l'influsso di Cornelis van der Voort del quale fu probabilmente allievo, superando i modelli citati per il saldo plasticismo delle figure, per maggior inventiva nella composizione e sensibilità luministica. Molte sue opere sono state talvolta attribuite a Thomas de Keyser, cui è vicino soprattutto per il gusto della complessità spaziale (cortine, apertura nello sfondo del quadro, sottolineate da una ricca cornice architettonica). Tuttavia rispetto a quest'ultimo dimostra una fantasia compositiva più pacata e una maggiore attenzione e fedeltà al modello ritratto. 

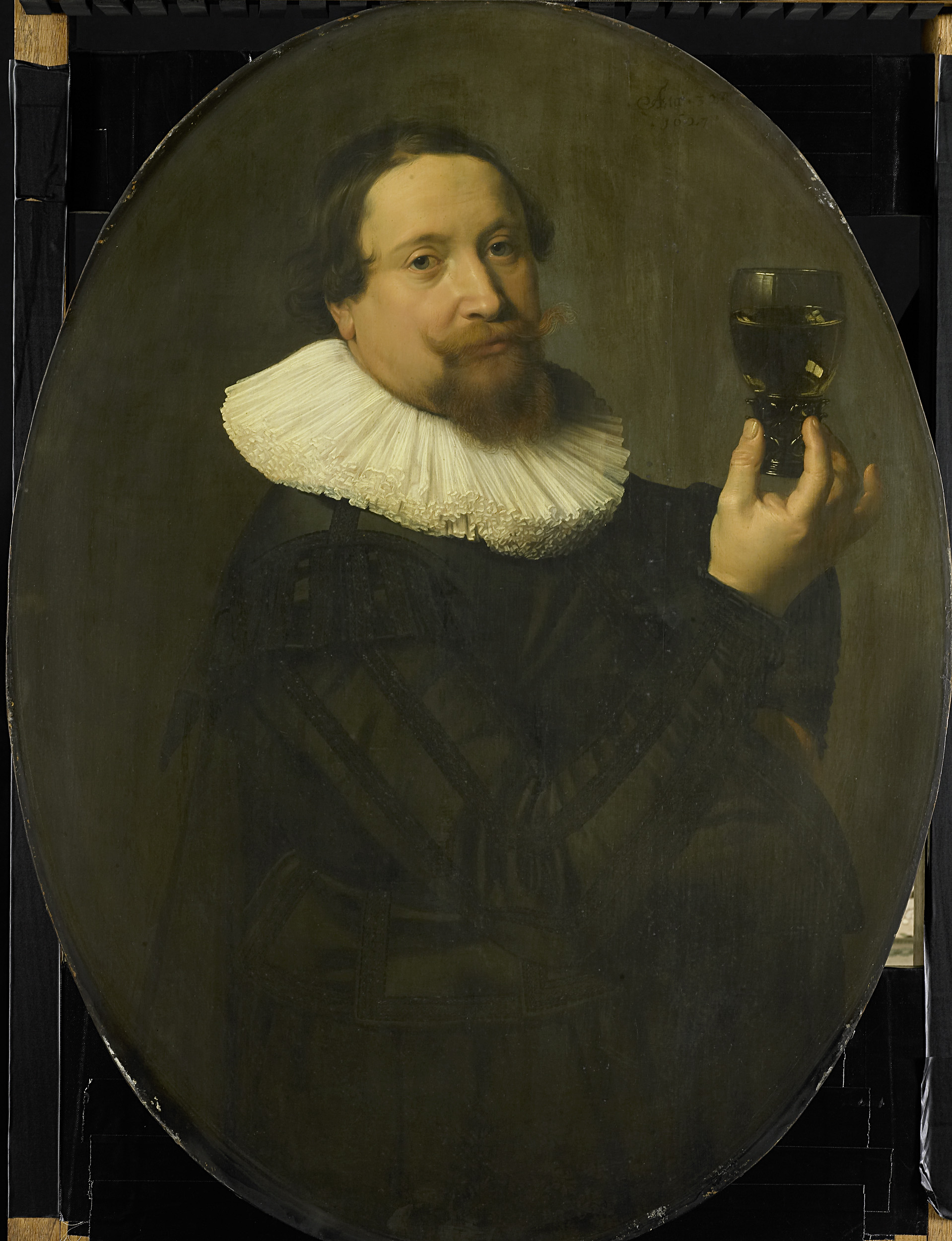
Ritratto di Maerten Key,1627, Rijksmuseum, Amsterdam

Una delle sue opere migliori, che presenta i tipici elementi della sua pittura, superfici levigate fattura accurata e studiata posa del modello, è il Ritratto di Maerten Key, del 1627, ora al Rijksmuseum di Amsterdam.
Tra il 1630 ed il 1645 Pickenoy dipinse alcuni quadri di confraternite militari, tutti ora al Rijksmuseum. Nello stesso museo è conservata la Lezione di anatomia del dottor Fonteyn, dipinta nel 1625, che è interessante raffrontare con la contemporanea Lezione di anatomia del dottor Tulp di Rembrandt. Il Louvre di Parigi conserva alcuni ritratti del pittore. Inoltre Pickenoy ha dipinto anche quadri di genere storico-religioso ancora improntati dal manierismo internazionale, tra i quali ricordare il Giudizio Universale ora al museo di Cadice.